# 5.ª División Antiaérea
La 5ª División Antiaérea (5. Flak-Division) fue una unidad militar de la Luftwaffe durante la Segunda Guerra Mundial.

## Historia
Formada el 1 de septiembre de 1941 en Darmstadt desde el 5° Comando de Defensa Aérea. La división fue destruida el 31 de agosto de 1944, y todos los restos fueron absorbidos por los 15° División Antiaérea. El personal es retirado a Alemania, y es disuelta. Reformada en diciembre de 1944 en la zona de Hamburgo-Bad Segeberg como la 5.ª División Antiaérea (W), para controlar todas las unidades de V1 y V2.

## Comandantes
- Teniente General Kurt Menzel - (1 de septiembre de 1941 - 15 de abril de 1942)
- Teniente General Georg Neuffer - (18 de abril de 1942 - 12 de noviembre de 1942)
- Mayor general Julius Kuderna - (13 de noviembre de 1942 - 31 de agosto de 1944)*
- Coronel Eugen Walter - (15 de noviembre de 1944 - 6 de febrero de 1945)
- Coronel Max Wachtel - (6 de febrero de 1945 - 8 de mayo de 1945)

### Jefes de Operaciones (Ia)
- Capitán Fritz Lösche - (1 de septiembre de 1941 - abril de 1944)
- Mayor Hans-Joachim Schulz - (abril de 1944 - agosto de 1944)
- Mayor Mordhorst - (24 de noviembre de 1944 - 1945)
- Capitán Gerhard Grothues - (febrero de 1945 - mayo de 1945)

Se convirtió en prisionero de guerra el 31 de agosto de 1944*

## Orden de Batalla
Organización del 1 de septiembre de 1941:
- 29.º Regimiento Antiaéreo (Grupo Antiaéreo Frankfurt/Main)
- 49.º Regimiento Antiaéreo (Grupo Antiaéreo Mannheim)
- 109.º Regimiento de Proyectores Antiaéreo (Grupo de Proyectores Antiaéreo Darmstadt) [desde octubre de 1941]
- 119.º Regimiento de Proyectores Antiaéreo (Grupo de Proyectores Antiaéreo Frankfurt/Main) [desde octubre de 1941]
- 125.º Batallón Aéreo de Comunicaciones

El 139.º Regimiento de Proyectores Antiaéreo (Grupo de Proyectores Antiaéreo Darmstadt) se une a la división en abril de 1942. Trasladado a Rumania en diciembre de 1942 para proteger los campos petrolíferos, con:
- 180.º Regimiento Antiaéreo (mot.) en Ploieşti
- 202.º Regimiento Antiaéreo (mot.) en Constanza

El personal es trasladado a la Alta Italia (Cuartel General Milano) en septiembre de 1943 para controlar todas las unidades de Antiaéreas allí, pero volvió a Ploieşti en noviembre de 1943.
Organización del 1 de noviembre de 1943:
- 180.º Regimiento Antiaéreo (mot.) en Ploieşti
- 202.º Regimiento Antiaéreo (mot.) en Constanza
- 125.º Compañía de Operaciones Aérea de Comunicaciones

Organización del 1 de agosto de 1944 (Cuartel General Bucarest(?)):
- 180.º Regimiento Antiaéreo (mot.) en Ploieşti
- 188.º Regimiento de Proyectores Antiaéreo en Ploieşti
- 202.º Regimiento Antiaéreo (mot.) en Constanza
- 125.º Batallón Aéreo de Comunicaciones
- 4.º Batallón de Niebla de la Fuerza Aérea
- 5° Brigada Antiaérea (Rumana)
- XI./48.º Batería de Transporte Antiaérea

## Fuerza de enero de 1944 - agosto de 1944
| Fecha                | Baterías Pesadas Antiaéreas* | Baterías Ligeras/Medias Antiaéreas* | Baterías de Proyectores | Baterías de Barreras | Nebel-coys | Baterías Pesadas Antiaéreas Rumanas** | Baterías Ligeras/Medias Antiaéreas Rumanas** | Baterías de Proyectores Rumanas** |
| -------------------- | ---------------------------- | ----------------------------------- | ----------------------- | -------------------- | ---------- | ------------------------------------- | -------------------------------------------- | --------------------------------- |
| 8 de enero de 1944   | 31                           | 16                                  | 5                       | -                    | 4          | 17                                    | 16                                           | 3                                 |
| 23 de junio de 1944  | 34                           | 16                                  | 7                       | -                    | -          | ?                                     | ?                                            | ?                                 |
| 23 de julio de 1944  | 34                           | 18                                  | 11                      | 2                    | 4          | 26                                    | 13                                           | 5                                 |
| 23 de agosto de 1944 | 33                           | 23                                  | 11                      | 3                    | 6          | 26                                    | 14                                           | 6                                 |

Incluía 1 pesada y 4 ligeras/medias Baterías de Alarmas Antiaéreas*

Incluía 1 batería ligera Búlgara**
Reformada en diciembre de 1944 en la zona de Hamburgo-Bad Segeberg como la 5° División Antiaérea (W), subordinando estas unidades:
- 155.º Regimiento Antiaéreo (W)
- 255.º Regimiento Antiaéreo (W)
- 125.ª Compañía de Operaciones Aérea de Comunicaciones
- 155.º Batallón Aéreo de Comunicaciones (W)

Rindiéndose en abril de 1945 en la zona de Hamburgo.

## Subordinado
| -                      | XII Comando del Distrito Aéreo     |
| 1 de enero de 1943     | Comando de la Fuerza Aérea Sudeste |
| Abril de 1944          | 4.ª Flota Aérea                    |
| 1 de noviembre de 1944 | LXV Cuerpo de Ejército             |
| Abril de 1945          | Cuerpo Antiaéreo z.b.V.            |